# Lwowska Państwowa Szkoła Kultury Fizycznej
Lwowska Państwowa Szkoła Kultury Fizycznej (ukr. Львівське державне училище фізичної культури, ЛУФК) – ukraińska sportowa szkoła średnia i wyższa we Lwowie. Uczelnia została założona w 1971 roku jako Lwowska Sportowa Szkoła-Internat (ukr. Львівська Спортивна Школа-Інтернат, ЛСШІ). W Szkole Średniej uczą się dzieci VII-XI klasów. Nauka kończy się egzaminami państwowymi (maturą). Absolwenci również potem mogą kontynuować naukę w Szkole Wyższej na 3-letnich studiach. Po ukończeniu III roku studiów student otrzymuje tytuł młodszego specjalisty (licencjata). W 1991 uczelnia przyjęła obecną nazwę. Od 1993 roku uczelnia została włączona do składu Halickiego Regionalnego Kompleksu Nauczania i Nauki przy Lwowskim Państwowym Uniwersytecie Kultury Fizycznej. Patronem Szkoły jest Święty Jerzy, a 6 maja co roku świętują Dzień św. Jerzego i Szkoły.

## Struktura
Oddziały (ukr. - відділи):
- boks,
- gimnastyka sportowa,
- kolarstwo,
- lekkoatletyka,
- łucznictwo,
- pięciobój nowoczesny,
- piłka nożna,
- piłka ręczna,
- piłka wodna,
- saneczkarstwo,
- strzelectwo sportowe,
- szermierka,
- wioślarstwo i kajakarstwo,
- zapasy,
- oddział sportów nieprofilowych (badminton, gimnastyka artystyczna, jeździectwo konne, judo, koszykówka, triatlon).

## Znani absolwenci
- Andrij Bal – piłkarz i trener, mistrz świata U-20 1977, wielokrotny mistrz ZSRR, zdobywca Pucharu Zdobywców Pucharów 1986.
- Wiktor Berendiuha – waterpolista, brązowy medalista XXIV Igrzysk Olimpijskich 1988 w Seulu.
- Ołeksandr Łysenko – mistrz i rekordzista Europy w strzelectwie sportowym.
- Bohdan Makuc – gimnasta, mistrz ХХІІ Igrzysk Olimpijskich 1980 w Moskwie.
- Serhij Mindyrhasow – szermierz, 5-krotny mistrz świata, wicemistrz XXIV Igrzysk Olimpijskich 1988 w Seulu.
- Mykoła Smyrnow – waterpolista, brązowy medalista XXIV Igrzysk Olimpijskich 1988 w Seulu.
- Wadym Tyszczenko – piłkarz, mistrz XXIV Igrzysk Olimpijskich 1988 w Seulu.
- Wołodymyr Tatarczuk – piłkarz, mistrz XXIV Igrzysk Olimpijskich 1988 w Seulu.
- Jana Szemiakina – szpadzistka, mistrz ХХХ Igrzysk Olimpijskich 2012 w Londynie.